# Thaliacea
Los taliáceos (Thaliacea) son una clase pertenecientes a los urocordados, de los que se han descrito unas 77 especies.
Son animales marinos y suelen ser de tamaño pequeño, normalmente con forma de "tonel" (sobre todo los sálpidos y los doliólidos). Su cuerpo está cubierto por una túnica compleja. Tienen musculatura en bandas por todo el cuerpo, no sólo en los sifones.
Presentan una faringe perforada muy desarrollada. El eje oro-aboral es rectilíneo, y la cavidad faríngea y cloacal ocupa casi toda la parte axial del cuerpo; esto permite que la corriente de agua se utilice para la alimentación, para el intercambio gaseoso y para proporcionar al animal propulsión.
Aunque la mayoría de los urocordados son sésiles, los taliáceos son de vida libre, perteneciendo a la comunidad planctónica, concretamente al holoplancton. Son filtradores. 

## Reproducción
Su ciclo de vida es complejo, normalmente con varios estados entre la larva y el adulto, teniendo organización colonial al menos uno de esos estados intermedios. Tienen alternancia de generaciones: individuos que se reproducen sexualmente darán individuos asexuados, que producirán a su vez indiviudos sexuados.

## Extra
Se ha descubierto que son importantes captadores de dióxido de carbono, algo de significado ecológico notable.

## Clasificación
- Orden Pirosómidos (familia Pyrosomatidae):

Zooides sexuales en mayor proporción que asexuales. Fecundación interna.
- Orden Sálpidos (familia Salpidae):

El animal asexual formará colonias, produciendo individuos sexuales solitarios mediante estrobilación. Desarrollo directo.
- Orden Doliolidos (familia Doliolidae):

El indiviudo asexual tiene dos espolones: sexual y asexual. El espolón asexual es productor de tres tipos de yemas: Unas se colocarán en los laterales del espolón. Otras serán gastrozoides, encargadas de la alimentación, y se colocarán en la región central. El tercer tipo será gonozoide. Una vez desarrollado se separará de la colonia y se reproducirá sexualmente.